# Gynoplistia (Gynoplistia) boomerang
Gynoplistia (Gynoplistia) boomerang is een tweevleugelige uit de familie steltmuggen (Limoniidae). De soort komt voor in het Australaziatisch gebied.